# Среднеиранские горы
Сре́днеира́нские го́ры — горная система в Иране, во внутренней части Иранского нагорья.
Протяжённость гор составляет около 1000 км, ширина — 300 км. Хребты (главные — Кухруд и Кухбенан) простираются в основном в направлении с северо-запада на юго-восток. Относительные превышения гор над прилегающими равнинами составляют 2000—2500 м. Высшая точка — потухший вулкан Хезар (4420 м).
Среднеиранские горы сложены осадочными и вулканическими породами; широко распространены осыпи. Количество осадков составляет 100—300 мм в год. В межгорных долинах и нижних частях склонов — полынно-эфемеровые пустыни; в верхнем поясе гор — фриганоидная растительность. По долинам рек — заросли тополя, ивы, лоха, грецкого ореха. Важная отрасль хозяйства — кочевое животноводство.